# كينر غوتيريز
كينر غوتيريز (بالإسبانية: Kenner Gutiérrez)‏ هو لاعب كرة قدم كوستاريكي، ولد في 9 يونيو 1989 في بواس في كوستاريكا. شارك مع منتخب كوستاريكا تحت 20 سنة لكرة القدم ومنتخب كوستاريكا لكرة القدم. أما مع النوادي، فقد لعب مع نادي ألاجولينسي.

## وصلات خارجية
- كينر غوتيريز على موقع الاتحاد الدولي (مؤرشف)  (الإنجليزية)
- كينر غوتيريز على موقع قاعدة بيانات كرة القدم.إي يو (الإنجليزية)
- كينر غوتيريز على موقع ناشيونال فوتبول تيمز (الإنجليزية)
- كينر غوتيريز على موقع Soccerway.com (الإنجليزية)